# Cezar
Cezar Florin Ouatu (18 februari 1979) is een Roemeens zanger en tenor.

## Biografie
Cezar Florin Ouatu raakte bekend bij het grote publiek door zijn deelname aan Selecţia Naţională 2013, de Roemeense nationale preselectie voor het Eurovisiesongfestival. Met het nummer It's My Life wist hij door te dringen tot de halve finale, die hij uiteindelijk met één punt verschil won van Luminița Anghel. Hierdoor mocht hij zijn vaderland vertegenwoordigen op het Eurovisiesongfestival 2013 in het Zweedse Malmö, waar hij doorstootte naar de finale en daar op de 13de plaats eindigde.
1994: Dan Bittman · 
1998: Mălina Olinescu · 
2000: Taxi · 
2002: Monica Anghel & Marcel Pavel · 
2003: Nicola · 
2004: Sanda Ladoși · 
2005: Luminița Anghel & Sistem · 
2006: Mihai Trăistariu · 
2007: Todomondo · 
2008: Nico & Vlad Miriță · 
2009: Elena Gheorghe · 
2010: Paula Seling & Ovi · 
2011: Hotel FM · 
2012: Mandinga · 
2013: Cezar · 
2014: Paula Seling & Ovi · 
2015: Voltaj · 
2017: Ilinca feat. Alex Florea · 
2018: The Humans · 
2019: Ester Peony · 
2021: Roxen · 
2022: WRS · 
2023: Theodor Andrei
- Gemeinsame Normdatei: 1019009527
- International Standard Name Identifier: 0000 0000 7850 5587
- Library of Congress Control Number: no2005044798
- MusicBrainz: dea69e82-9634-407b-a5b9-89c6764a68de
- Système universitaire de documentation: 157335275
- Virtual International Authority File: 2198353
- WorldCat: E39PBJppBXWFqWVTkCQth4CJDq